# مسجد الديوان

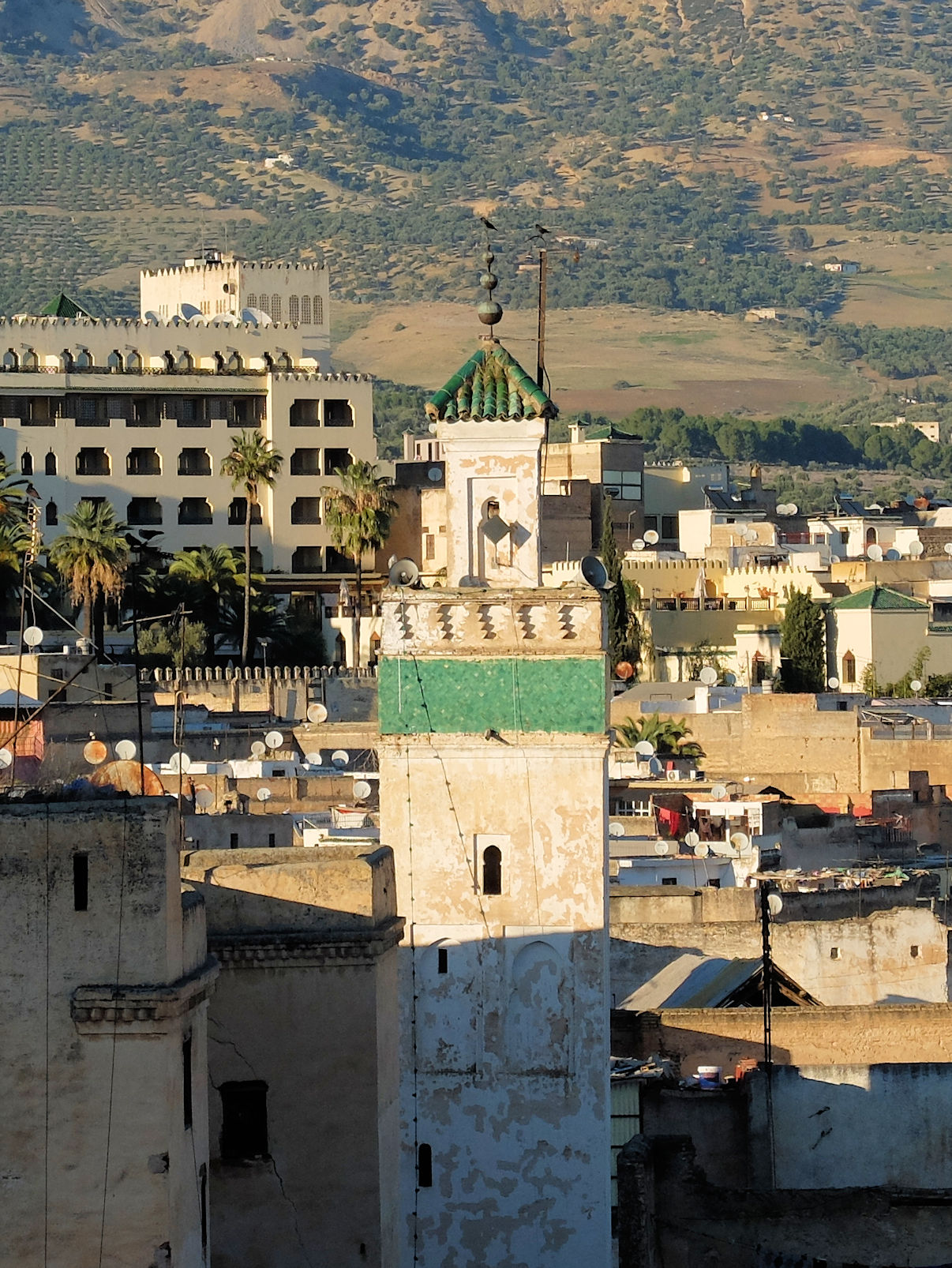
المئدنة

مسجد الديوان هو مسجد في مدينة فاس، المغرب. تأسس في عهد العلويين من قبل السلطان مولاي سليمان خلال فترة حكمه بين 1792 و 1822. يَقَعُ في وسط فاس البالي (المدينة القديمة)، في شارع الديوان، إلى الشمال مباشرةً لطلعة الكبيرة بالقرب من الطرف الشرقي. وهو واحد من المساجد الجمعة في حي المدينة.